# U-17-Fußball-Weltmeisterschaft der Frauen 2008/Gruppe A
Resultate der Gruppe A der U-17-Fußball-Weltmeisterschaft der Frauen 2008:
| Pl. | Land       | Sp. | S | U | N | Tore    | Diff. | Punkte |
| --- | ---------- | --- | - | - | - | ------- | ----- | ------ |
| 1.  | Dänemark   | 3   | 1 | 2 | 0 | 003:200 | +1    | 05     |
| 2.  | Kanada     | 3   | 1 | 2 | 0 | 002:100 | +1    | 05     |
| 3.  | Neuseeland | 3   | 1 | 0 | 2 | 004:400 | ±0    | 03     |
| 4.  | Kolumbien  | 3   | 0 | 2 | 1 | 003:500 | −2    | 02     |

## Neuseeland – Kanada 0:1 (0:0)
| Neuseeland                                                              | Neuseeland | Kanada | Kanada |
| ----------------------------------------------------------------------- | --- | --- | ------ |
| Neuseeland                                                              | \| 28. Oktober 2008 um 7:00 Uhr (MESZ) in Auckland (North Harbour Stadium) \| \| Zuschauer: 13123 \| \| Schiedsrichterin: Kirsi Savolainen ( Finnland) \| | \| 28. Oktober 2008 um 7:00 Uhr (MESZ) in Auckland (North Harbour Stadium) \| \| Zuschauer: 13123 \| \| Schiedsrichterin: Kirsi Savolainen ( Finnland) \| | Kanada |
| Neuseeland                                                              | Victoria Esson – Rebecca Brown (54. Leah Gallie), Briony Fisher , Bridgette Armstrong, Caitlin Campbell – Hannah Wall, Claudia Crasborn (54. Yumi Nguyen), Nadia Pearl – Sarah McLaughlin (78. Megan Shea), Annalie Longo, Rosie White Cheftrainer: Paul Temple | Genevieve Richard – Bryanna McCarthy , Karli Hedlund, Alexandra Smith, Lauren Granberg – Shelina Zadorsky (62. Julia Ignacio), Caroline Szwed, Amy Harrison – Tiffany Cameron (78. Annick Maltais), Nkem Ezurike (69. Alyscha Mottershead), Rachel Lamarre Cheftrainer: Bryan Rosenfeld | Kanada |
| Neuseeland                                                              | 0:1 Rachel Lamarre (53.) | | Kanada |
| Neuseeland                                                              | Caitlin Campbell (61.) | | Kanada |
| 28. Oktober 2008 um 7:00 Uhr (MESZ) in Auckland (North Harbour Stadium) | | |        |
| Zuschauer: 13123                                                        | | |        |
| Schiedsrichterin: Kirsi Savolainen ( Finnland)                          | | |        |

## Dänemark – Kolumbien 1:1 (0:1)
| Dänemark                                                                | Dänemark | Kolumbien | Kolumbien |
| ----------------------------------------------------------------------- | --- | --- | --------- |
| Dänemark                                                                | \| 29. Oktober 2008 um 0:00 Uhr (MESZ) in Auckland (North Harbour Stadium) \| \| Zuschauer: 6.759 \| \| Schiedsrichterin: Cha Sung-mi ( Südkorea) \| | \| 29. Oktober 2008 um 0:00 Uhr (MESZ) in Auckland (North Harbour Stadium) \| \| Zuschauer: 6.759 \| \| Schiedsrichterin: Cha Sung-mi ( Südkorea) \|                                                                     | Kolumbien |
| Dänemark                                                                | Lene Gissel – Line Sigvardsen Jensen , Louise Brix, Britta Olsen, Nina Pedersen – Simone Boye (59. Laerke Lillelund Michaelsen), Sofie Junge, Amanda Hohol (79. Michelle Madsen), Pernille Harder – Katrine Veje, Linette Andreasen (84. Anne Thirup Rudmose) Cheftrainer: Bent Eriksen | Paula Forero – Natalia Gaitan, Edna Mendez, Natalia Ariza – Yorely Rincon , Liana Salazar, Gaby Santos (67. Ana Maria Montoya), Tatiana Ariza, Paola Sanchez, Vanessa Aponte – Ingrid Vidal Cheftrainer: Pedro Rodriguez | Kolumbien |
| Dänemark                                                                | 1:1 Simone Boye (51.) | 0:1 Tatiana Ariza (20.) | Kolumbien |
| Dänemark                                                                | Vanessa Aponte (41.), Tatiana Ariza (66.) | | Kolumbien |
| 29. Oktober 2008 um 0:00 Uhr (MESZ) in Auckland (North Harbour Stadium) | | |           |
| Zuschauer: 6.759                                                        | | |           |
| Schiedsrichterin: Cha Sung-mi ( Südkorea)                               | | |           |

## Kolumbien – Kanada 1:1 (1:1)
| Kolumbien                                                               | Kolumbien | Kanada | Kanada |
| ----------------------------------------------------------------------- | --- | --- | ------ |
| Kolumbien                                                               | \| 1. November 2008 um 1:00 Uhr (MESZ) in Auckland (North Harbour Stadium) \| \| Schiedsrichterin: Jia Wang ( Volksrepublik China) \| | \| 1. November 2008 um 1:00 Uhr (MESZ) in Auckland (North Harbour Stadium) \| \| Schiedsrichterin: Jia Wang ( Volksrepublik China) \| | Kanada |
| Kolumbien                                                               | Stefany Castano – Lina Taborda, Natalia Gaitan, Edna Mendez – Yorely Rincon , Liana Salazar, Gaby Santos (80. Nahiomy Ortiz), Tatiana Ariza (90. Ana Maria Montoya), Paola Sanchez, Vanessa Aponte – Ingrid Vidal Cheftrainer: Pedro Rodriguez | Genevieve Richard – Bryanna McCarthy , Karli Hedlund, Alexandra Smith, Lauren Granberg – Shelina Zadorsky (82. Diamond Simpson), Caroline Szwed, Amy Harrison (67. Alyscha Mottershead) – Tiffany Cameron, Nkem Ezurike (46. Danica Wu), Rachel Lamarre Cheftrainer: Bryan Rosenfeld | Kanada |
| Kolumbien                                                               | 1:0 Nkem Ezurike (10.) | 1:1 Ingrid Vidal (9.) | Kanada |
| Kolumbien                                                               | Bryanna McCarthy (56.), Lauren Granberg (90.+3') | | Kanada |
| 1. November 2008 um 1:00 Uhr (MESZ) in Auckland (North Harbour Stadium) | | |        |
| Schiedsrichterin: Jia Wang ( Volksrepublik China)                       | | |        |

## Neuseeland – Dänemark  1:2 (1:1)
| Neuseeland                                                              | Neuseeland | Dänemark | Dänemark |
| ----------------------------------------------------------------------- | --- | --- | -------- |
| Neuseeland                                                              | \| 1. November 2008 um 4:00 Uhr (MESZ) in Auckland (North Harbour Stadium) \| \| Zuschauer: 11.170 \| \| Schiedsrichterin: Silvia Reyes Juárez ( Peru) \| | \| 1. November 2008 um 4:00 Uhr (MESZ) in Auckland (North Harbour Stadium) \| \| Zuschauer: 11.170 \| \| Schiedsrichterin: Silvia Reyes Juárez ( Peru) \| | Dänemark |
| Neuseeland                                                              | Victoria Esson – Rebecca Brown (75. Lauren Murray), Briony Fisher , Bridgette Armstrong, Caitlin Campbell (47. Yumi Nguyen) – Hannah Wall, Claudia Crasborn (55. Jessica Rollings), Nadia Pearl – Sarah McLaughlin, Annalie Longo, Rosie White Cheftrainer: Paul Temple | Lene Gissel – Line Østergaard, Line Sigvardsen Jensen , Louise Brix, Britta Olsen – Simone Boye (63. Anne Thirup Rudmose), Sofie Junge, Amanda Hohol (68. Michelle Madsen), Pernille Harder (89. Laerke Lillelund Michaelsen) – Katrine Veje, Linette Andreasen Cheftrainer: Bent Eriksen | Dänemark |
| Neuseeland                                                              | 1:0 Annalie Longo (13.) | 1:1 Linette Andreasen (30.) 1:2 Britta O.B. Olsen (56.) | Dänemark |
| Neuseeland                                                              | Briony Fisher (28.) | | Dänemark |
| 1. November 2008 um 4:00 Uhr (MESZ) in Auckland (North Harbour Stadium) | | |          |
| Zuschauer: 11.170                                                       | | |          |
| Schiedsrichterin: Silvia Reyes Juárez ( Peru)                           | | |          |

## Kanada – Dänemark 0:0
| Kanada                                                            | Kanada | Dänemark | Dänemark |
| ----------------------------------------------------------------- | --- | --- | -------- |
| Kanada                                                            | \| 4. November 2008 um 4:00 Uhr (MESZ) in Hamilton (Waikato Stadium) \| \| Zuschauer: 3.283 \| \| Schiedsrichterin: Finau Vulivuli ( Fidschi) \| | \| 4. November 2008 um 4:00 Uhr (MESZ) in Hamilton (Waikato Stadium) \| \| Zuschauer: 3.283 \| \| Schiedsrichterin: Finau Vulivuli ( Fidschi) \| | Dänemark |
| Kanada                                                            | Genevieve Richard – Bryanna McCarthy (60. Alyscha Mottershead), Karli Hedlund, Alexandra Smith, Lauren Granberg – Shelina Zadorsky, Caroline Szwed (84. Amy Harrison), Danica Wu – Tiffany Cameron (28. Julia Ignacio), Nkem Ezurike, Rachel Lamarre Cheftrainer: Bryan Rosenfeld | Lene Gissel – Line Østergaard, Line Sigvardsen Jensen , Britta Olsen, Camilla Christensen – Simone Boye (56. Michelle Madsen), Sofie Junge, Amanda Hohol (89. Liv Havgaard Nyhegn), Pernille Harder – Katrine Veje, Linette Andreasen (82. Anne Thirup Rudmose) Cheftrainer: Bent Eriksen | Dänemark |
| 4. November 2008 um 4:00 Uhr (MESZ) in Hamilton (Waikato Stadium) | | |          |
| Zuschauer: 3.283                                                  | | |          |
| Schiedsrichterin: Finau Vulivuli ( Fidschi)                       | | |          |

## Kolumbien – Neuseeland 1:3 (0:1)
| Kolumbien                                                           | Kolumbien | Neuseeland | Neuseeland |
| ------------------------------------------------------------------- | --- | --- | ---------- |
| Kolumbien                                                           | \| 4. November 2008 um 4:00 Uhr (MESZ) in Wellington (Westpac Stadium) \| \| Zuschauer: 3.546 \| \| Schiedsrichterin: Etsuko Fukano ( Japan) \| | \| 4. November 2008 um 4:00 Uhr (MESZ) in Wellington (Westpac Stadium) \| \| Zuschauer: 3.546 \| \| Schiedsrichterin: Etsuko Fukano ( Japan) \| | Neuseeland |
| Kolumbien                                                           | Stefany Castano – Lina Taborda, Natalia Gaitan, Edna Mendez (60. Andrea Hernandez) – Yorely Rincon , Liana Salazar, Gaby Santos, Tatiana Ariza, Paola Sanchez (84. Ana Maria Montoya), Vanessa Aponte (66. Alejandra Quintero) – Ingrid Vidal Cheftrainer: Pedro Rodriguez | Victoria Esson – Rebecca Brown, Briony Fisher , Bridgette Armstrong, Yumi Nguyen(75. Anna Fullerton) – Hannah Wall, Jessica Rollings (78. Katie Bowen), Nadia Pearl – Sarah McLaughlin (55. Lauren Mathis), Annalie Longo, Rosie White Cheftrainer: Paul Temple | Neuseeland |
| Kolumbien                                                           | 1:2 Tatiana Ariza (82.) | 0:1 Rosie White (44.) 0:2 Rosie White (81.) 1:3 Rosie White (87.) | Neuseeland |
| Kolumbien                                                           | Ingrid Vidal (32.) | | Neuseeland |
| 4. November 2008 um 4:00 Uhr (MESZ) in Wellington (Westpac Stadium) | | |            |
| Zuschauer: 3.546                                                    | | |            |
| Schiedsrichterin: Etsuko Fukano ( Japan)                            | | |            |